# Cupressus chengiana
Espèce
Classification phylogénétique
Statut de conservation UICN

VUIUCN3.1 : Vulnérable
Cupressus chengiana est une espèce de plantes de la famille des Cupressacées. C'est un conifère.
L'arbre est endémique de Chine et ne se trouve que dans les provinces du Gansu et du Sichuan. 